# Aneroid
Aneroid est une zone de service spécial dans la municipalité rurale d'Auvergne n° 76, dans le sud-ouest de la Saskatchewan, au Canada. Elle est située à environ 70 km au sud-est de Swift Current, à l'intersection de l'autoroute 13 et de l'autoroute 612. Sa population en 2021 était de 25 habitants.

## Histoire
Le 31 décembre 2008, Aneroid a été restructurée en zone de service spécial sous la juridiction de la municipalité rurale d'Invergordon. Avant cette date, elle possédait le statut de village.

## Démographie
Selon le recensement de 2021 mené par Statistique Canada, la population d'Aneroid était de 25 habitants, résidant dans 16 de ses 32 résidences individuelles. Cela représente une diminution de 50% de sa population depuis 2016. Avec une superficie de 0,97 km2, sa densité de population est donc de 25,77 habitants par km2.

## Histoire
Selon la version la plus connue de l'origine du nom d'Aneroid, celui-ci aurait été inspiré par le fait que la première équipe d'arpenteurs-géomètres du territoire y aurait perdu son baromètre anéroïde. D'ailleurs, de nombreuses rues du village portent le nom d'instruments de géomètre.
Le bureau de poste a été créé sous le nom de Val Blair le 1er février 1911. Il a par la suite été renommé Aneroid le 1er décembre 1913. Autrefois un village, Aneroid a été restructurée en zone de service spécial le 31 décembre 2008, sous l'administration de la municipalité rurale d'Auvergne n°76.
Les bâtiments historiques importants toujours présents dans la communauté comprennent l'école publique, construite en 1915, et l'Église Unie, construite en 1926. L'école publique en brique de deux étages a été conçue par Stanley Edgar Storey, l'un des architectes les plus importants de la Saskatchewan, et fut utilisée à des fins éducatives de sa fondation en 1915 à 1997. L'église en briques rouges a été conçue par l'architecte Charles Nicholson et construite en 1926.

## Infrastructure
- La Société de transport de la Saskatchewan (en) fournissait autrefois un service d'autobus interurbain se rendant à Aneroid[8]. Cependant, la STC a mis fin à toutes ses opérations en mai 2017[9].
- Great Western Railway[10],[11].

## Personnalités
- Patrick Marleau, attaquant des Sharks de San Jose, des Maple Leafs de Toronto et des Penguins de Pittsburgh, et détenteur du record du plus grand nombre de matchs joués dans la Ligue nationale de hockey.